# Văn hóa mục tiêu
Văn hóa mục tiêu là một thuật ngữ mang tính miệt thị được sử dụng để chỉ các tác động tiêu cực nhận thấy của việc tuân thủ cứng nhắc các mục tiêu hiệu suất của các doanh nghiệp và tổ chức. Thuật ngữ này chủ yếu được sử dụng để chỉ loại hành vi này trong việc cung cấp các dịch vụ công cộng tại Vương quốc Anh. Văn hóa mục tiêu thường bắt nguồn từ việc không thể đo lường chính xác một lợi ích xã hội rộng lớn như y tế, giáo dục hoặc phòng chống tội phạm: thay vào đó, mục tiêu cụ thể như tăng số người vượt qua kỳ thi hoặc số vụ bắt giữ được thực hiện bởi lực lượng cảnh sát.

## Ví dụ
Các bảng giải đấu của trường và các thống kê giáo dục khác thường bị chỉ trích là một ví dụ về văn hóa mục tiêu. Việc sử dụng số lượng các kỳ thi GCSE được thông qua ở lớp C như một thước đo trình độ học vấn đã khiến các trường tập trung đặc biệt vào việc đưa học sinh vào ranh giới giữa các lớp C và D để cải thiện đủ để đạt điểm C.
Năm 2007, Liên đoàn Cảnh sát Anh và xứ Wales chỉ trích sự quan liêu của chính trị và cho rằng việc sử dụng các mục tiêu đã làm tăng số vụ bắt giữ đối với các hành vi phạm tội nhỏ.
Sự thất bại và điều tra của Bệnh viện Stafford đã bị một số người đổ lỗi cho văn hóa mục tiêu. Báo cáo của The Guardian trong một cuộc phỏng vấn với một bác sĩ NHS vô danh cấp cao rằng Bệnh viện Stafford "là một minh họa đồ họa về sự mất kết nối ngày càng tăng mà chúng ta thấy mỗi ngày giữa một nền văn hóa hướng đến mục tiêu và lợi ích tốt nhất của bệnh nhân của chúng tôi".
Năm 2008, chính trị gia Đảng Bảo thủ Anh Liam Fox, viết cho trang web ConservativeHome, liệt kê Trung tâm Mắt Bristol là một ví dụ về tác động tiêu cực của văn hóa mục tiêu: bằng cách cố gắng đáp ứng các mục tiêu của chính phủ để thu nhận thêm bệnh nhân, họ đã thất bại trong lên các cuộc hẹn tiếp theo với bệnh nhân hiện tại dẫn đến một số bệnh nhân mất một phần hoặc tất cả thị lực của họ.